# Samut Songkhram (província)
Samut Songkhram é uma província da Tailândia. Sua capital é a cidade de Samut Songkhram.